# Cerkiew Soboru Bogurodzicy w Paszowej
Cerkiew Soboru Bogurodzicy w Paszowej – cerkiew greckokatolicka, parafialna, zbudowana pod koniec XVIII wieku, znajdująca się w Paszowej.
Po 1946 Kościół Greckokatolicki w Polsce został zdelegalizowany. Od 1947 cerkiew użytkowana jako rzymskokatolicki kościół filialny parafii w Wańkowej.
Cerkiew wpisano na listę zabytków w 1969.

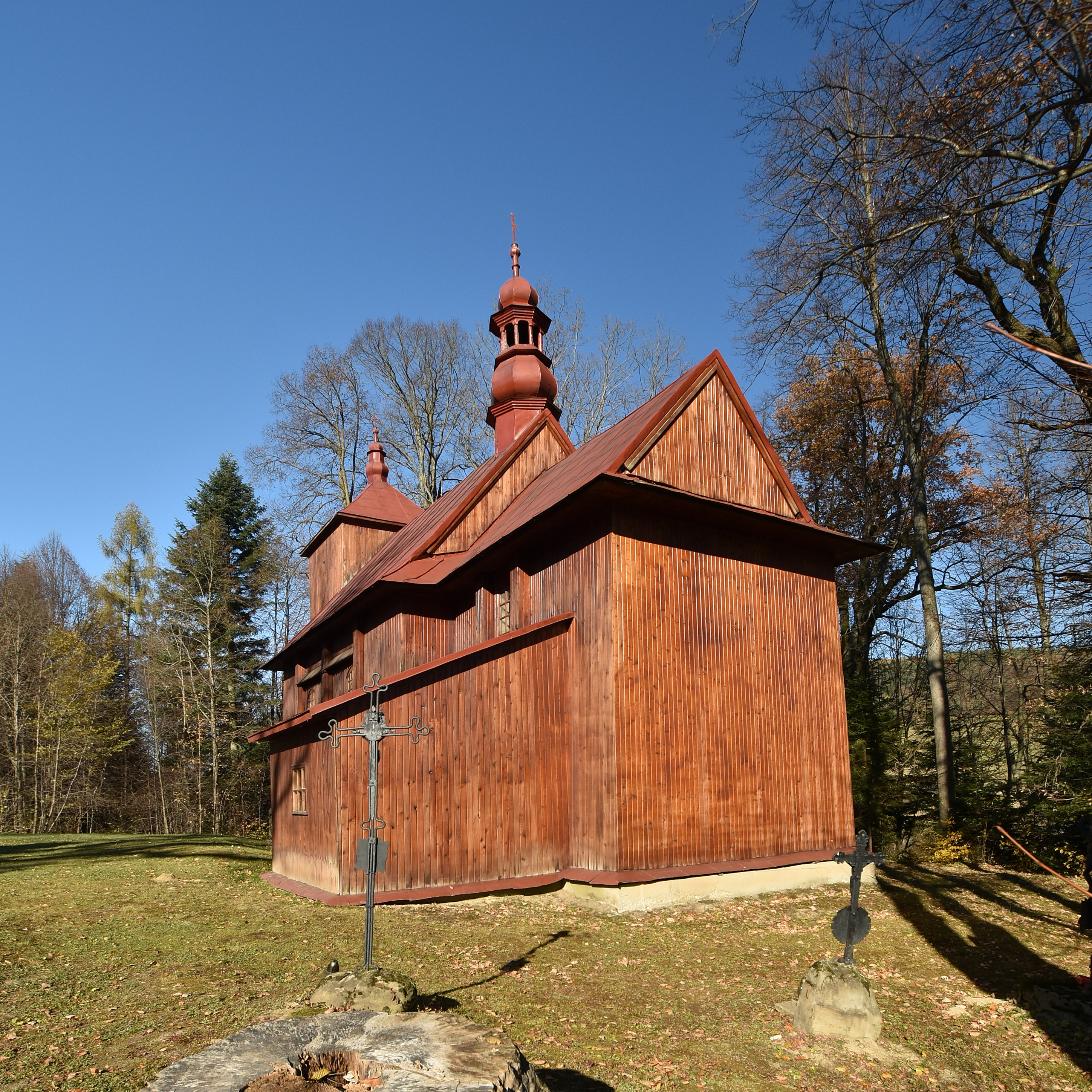
Widok od strony prezbiterium
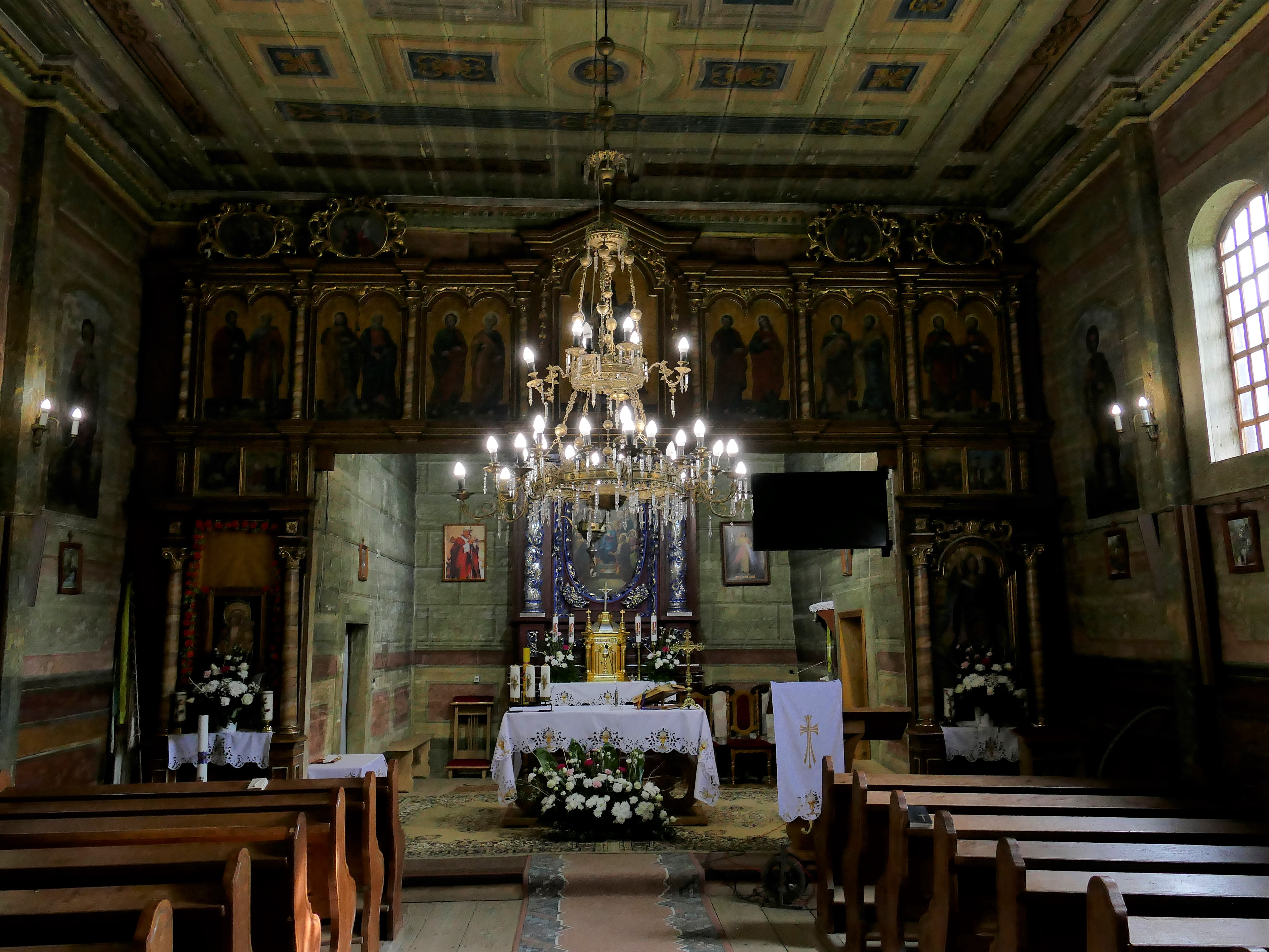
Wnętrze
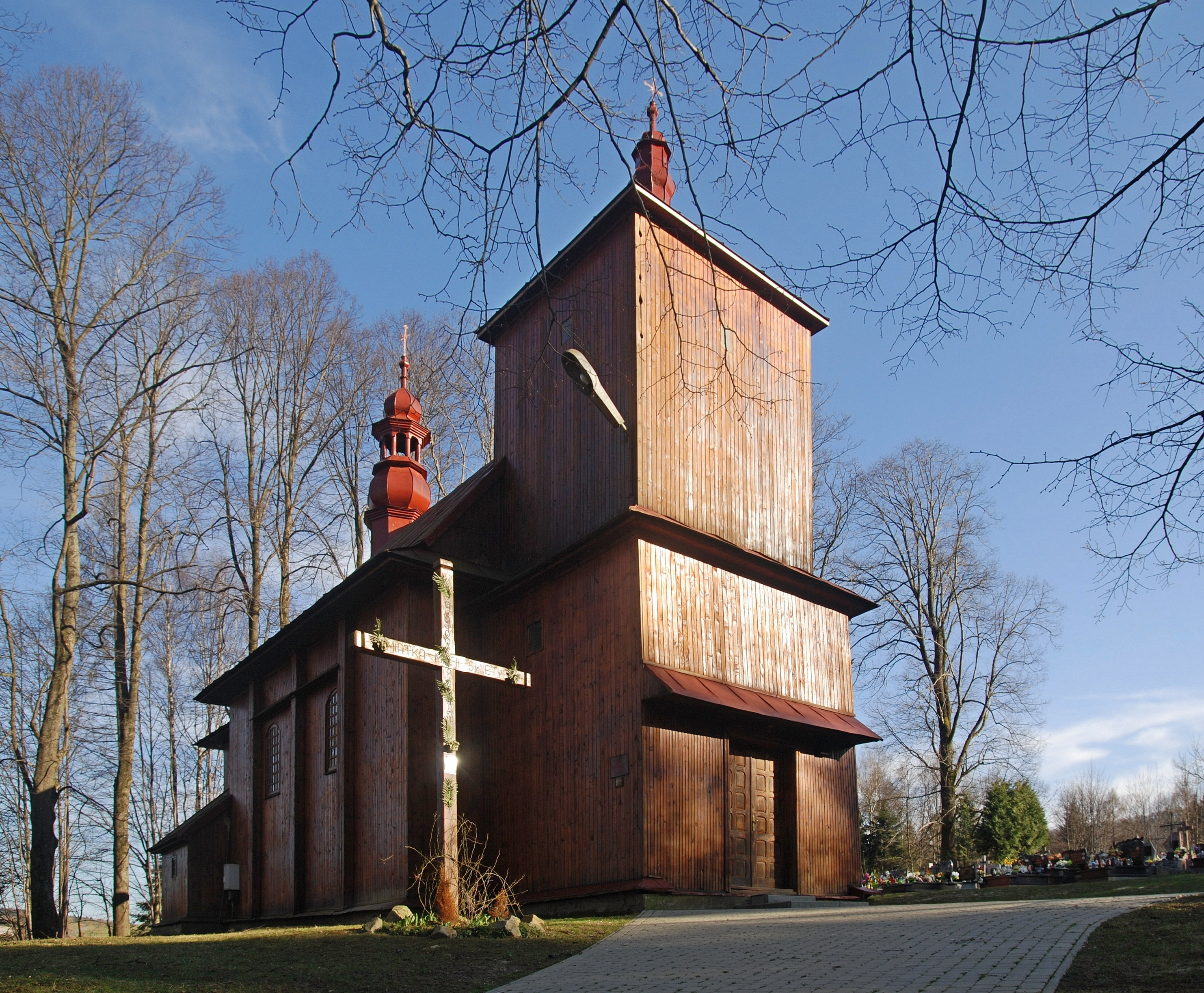
Elewacja frontowa